# 914
Évszázadok: 9. század – 10. század – 11. század
Évtizedek: 860-as évek – 870-es évek – 880-as évek – 890-es évek – 900-as évek – 910-es évek – 920-as évek – 930-as évek – 940-es évek – 950-es évek – 960-as évek
Évek: 909 – 910 – 911 – 912 –  913 – 914 – 915 – 916 – 917 – 918 – 919

## Események

### Európa
- A 8 éves Bíborbanszületett Konstantin bizánci császár anyja, Zóé Karbónopszina palotaforradalommal átveszi a régenstanács vezetését Nikolaosz Müsztikosz pátriárkától. Nikolaosz megmaradhat az egyház élén, de az özvegy császárné semmissé teszi előző évi megállapodását a bolgárokkal (elsősorban Simeon fejedelem császári címének elismerését és Konstantin eljegyzését Simeon lányával). Simeon erre hadat üzen, betör Trákiába és Macedóniába, majd rövid ostrommal elfoglalja Adrianopolisz városát (amit később a bizánciak hatalmas váltságdíjért visszakapnak).
- A szaracénok szabadon fosztogatnak Róma környékén és elpusztítják Lando pápa eredeti vescoviói egyházközségének templomát.
- Márciusban, alig fél évvel megválasztása után meghal Lando pápa. Utódjául X. Jánost választják, de Róma továbbra is Theophilactus tusculumi gróf és felesége, Theodora befolyása alatt marad.
- Meghal García, León királya. Országát öccse, Ordoño galiciai király örökli.
- III. Abd al-Rahmán córdobai emír hadjárat indít a délnyugati vidékeket ellenőrzése alatt tartó lázadó Omar ibn Hafszún ellen. Sevilla még az előző év végén kapitulált, az emír pedig sorra foglalja el a tengerparti erődöket, hogy elvágja a lázadókat az észak-afrikai utánpótlástól. Júniusban bevonul Algecirasba. Az országot súlyos aszály és éhínség is sújtja.
- A bretagne-i vikingek Britanniába hajóznak, feldúlják a Severn torkolatvidékét és elfogják a walesi Ergyng püspökét, akiért Eduárd angolszász király negyven font váltságdíjat fizet.
- Igor kijevi fejedelem meghódoltatja a lázadó drevljánokat.

### Észak-Afrika
- Abdalláh al Mahdí fátimida kalifa Habásza ibn Júszuf vezetésével sereget küld az Abbászidák kezén lévő Kirenaika meghódítására. A támadás meglepetésszerűen éri a helyi kormányzókat, a tengerparton kelet felé haladó sereg ellenállás nélkül foglalja el Szirte és Adzsdábija városait, majd kapitulál a tartományi főváros, Barka is. Az Egyiptomból érkező erősítés későn érkezik és a város mellett a Fátimidák szétverik.
- Habásza ibn Júszuf ezután tovább vonul Egyiptom felé, el-Alamein mellett legyőz egy abbászida sereget, majd augusztus végén bevonul Alexandriába. A Nílus mentén délnek fordul és elfoglalja Gízát, amely már az egyiptomi főváros, Fusztát átellenében volt, de a megáradt folyón nem tud átkelni. Eközben megérkezik egy újabb fátimida sereg a kalifa fia, al-Káim vezetésével; de a másik oldal is jelentős erősítést kap Szíriából.
- Decemberben a Nílus áradásának végeztével a Fátimidák megpróbálnak átkelni a folyón átvezető pontonhídon, de visszaverik őket és a termékeny Fajjúm-oázisba húzódnak vissza, hogy feltöltsék készleteiket.

### Ázsia
- A Horászánt és Szisztánt uraló Ahmad Számáni emírt saját rabszolgái a sátrában meggyilkolják, levágják a fejét, majd elmenekülnek. Utóda 8 éves fia, II. Naszr ibn Ahmad. Szisztánt elfoglalják az Abbászidák, a Kaszpi-tenger melletti Tabarisztán a Zajdidáké lesz, Szamarkandban pedig fellázad Naszr nagyapjának testvére, Isak ibn Ahmad.
- Az azerbajdzsáni Júszuf ibn Abil-Szadzs szadzsida emír beszorítja egy várba fellázadó vazallusát, I. Szmbat örmény királyt. Szmbat megadja magát, de Júszuf – hogy egy másik erőd védőit megadásra bírja – halálra kínoztatja és lefejezteti a királyt.

## Születések
- al-Mutí, abbászida kalifa

## Halálozások
- január 12. – Ahmad Számáni, számánida emír
- január 19. – I. García, leóni király
- Lando, római pápa
- I. Szmbat, örmény király

## Fordítás
- Ez a szócikk részben vagy egészben  a(z)   914 című angol Wikipédia-szócikk ezen változatának fordításán alapul.  Az eredeti cikk szerkesztőit annak laptörténete sorolja fel. Ez a jelzés csupán a megfogalmazás eredetét és a szerzői jogokat jelzi, nem szolgál a cikkben szereplő információk forrásmegjelöléseként.